# Берездів

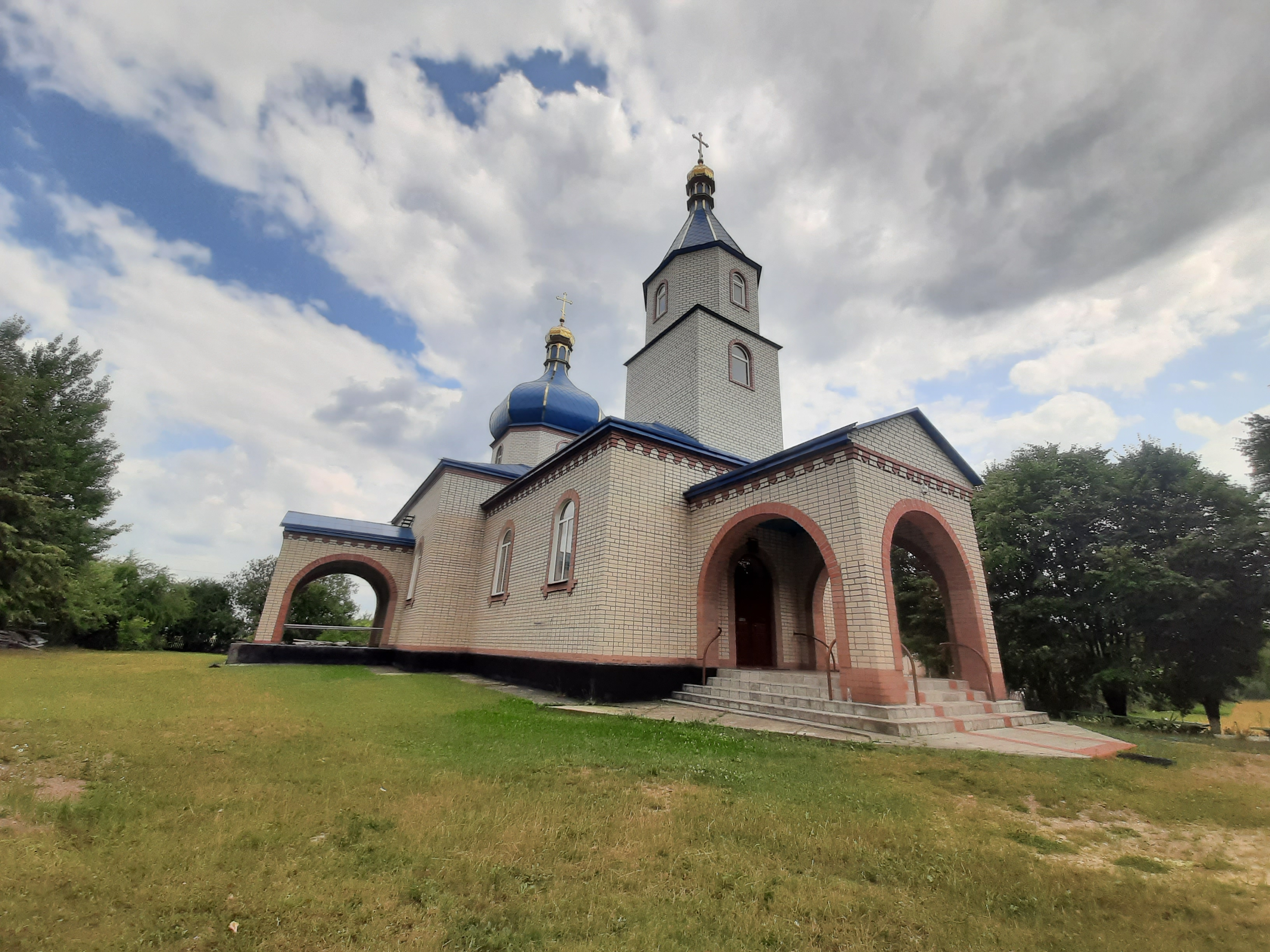
Димитрівська церква

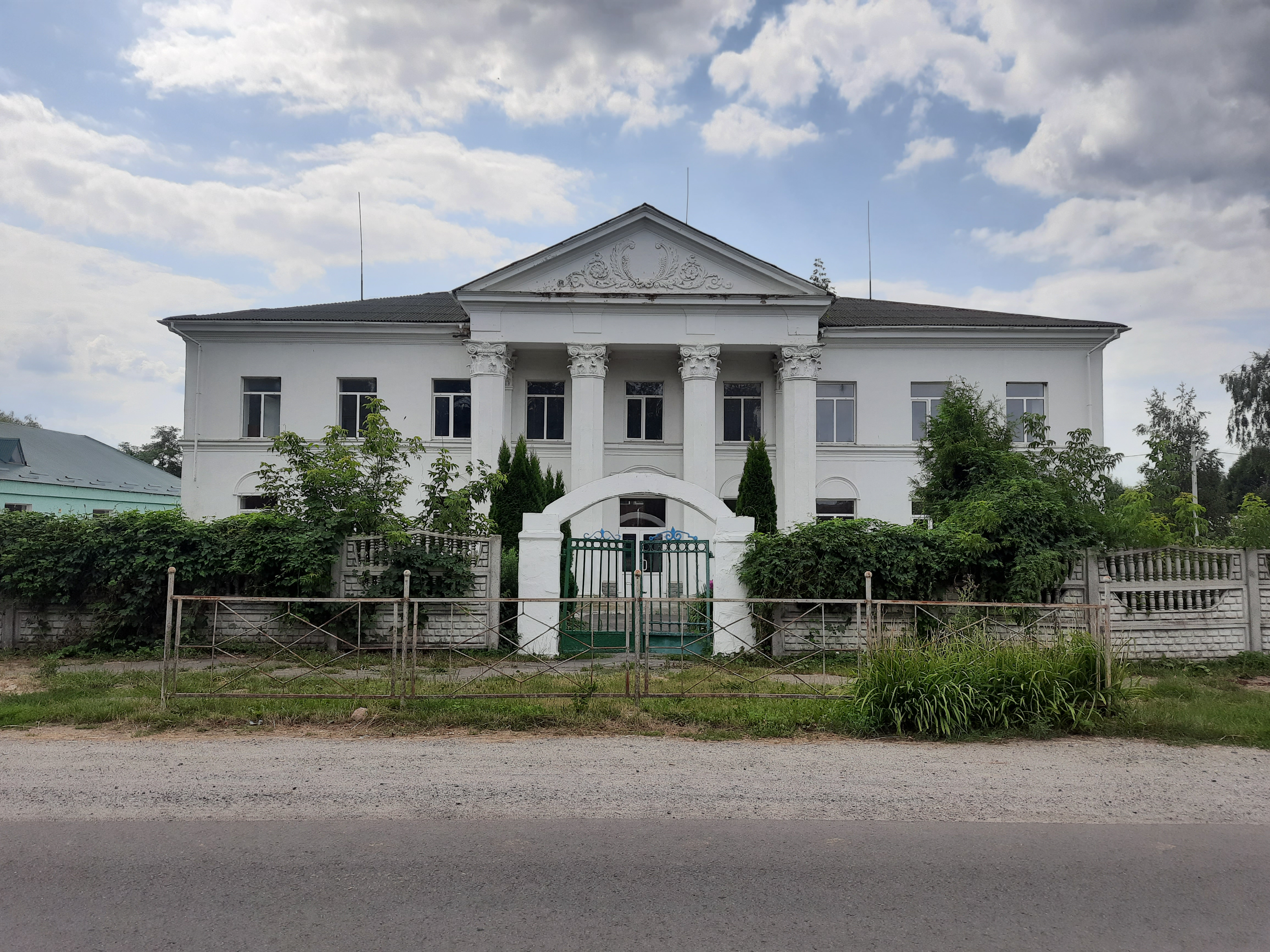
Будинок культури

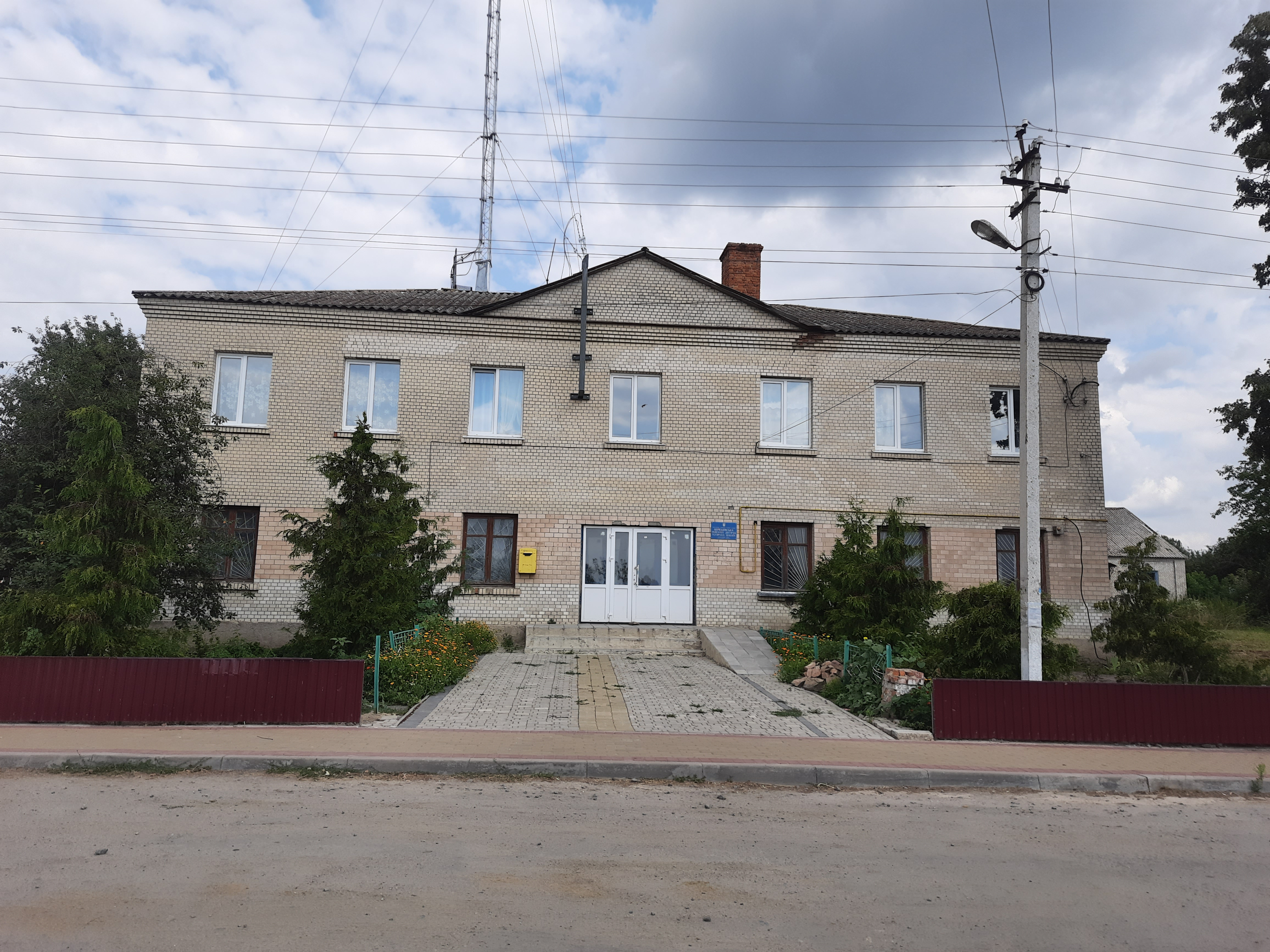
Музична школа

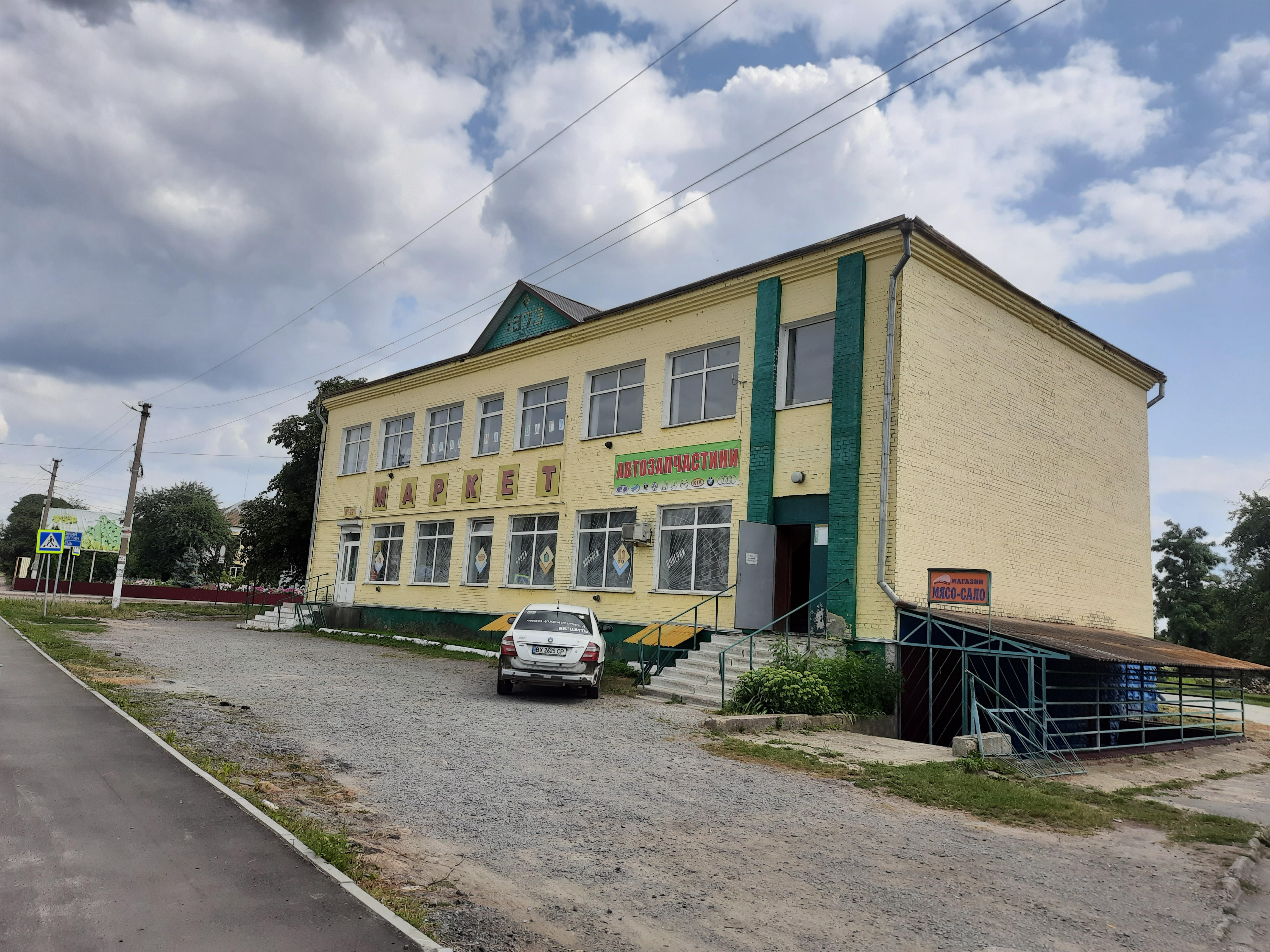
Крамниця

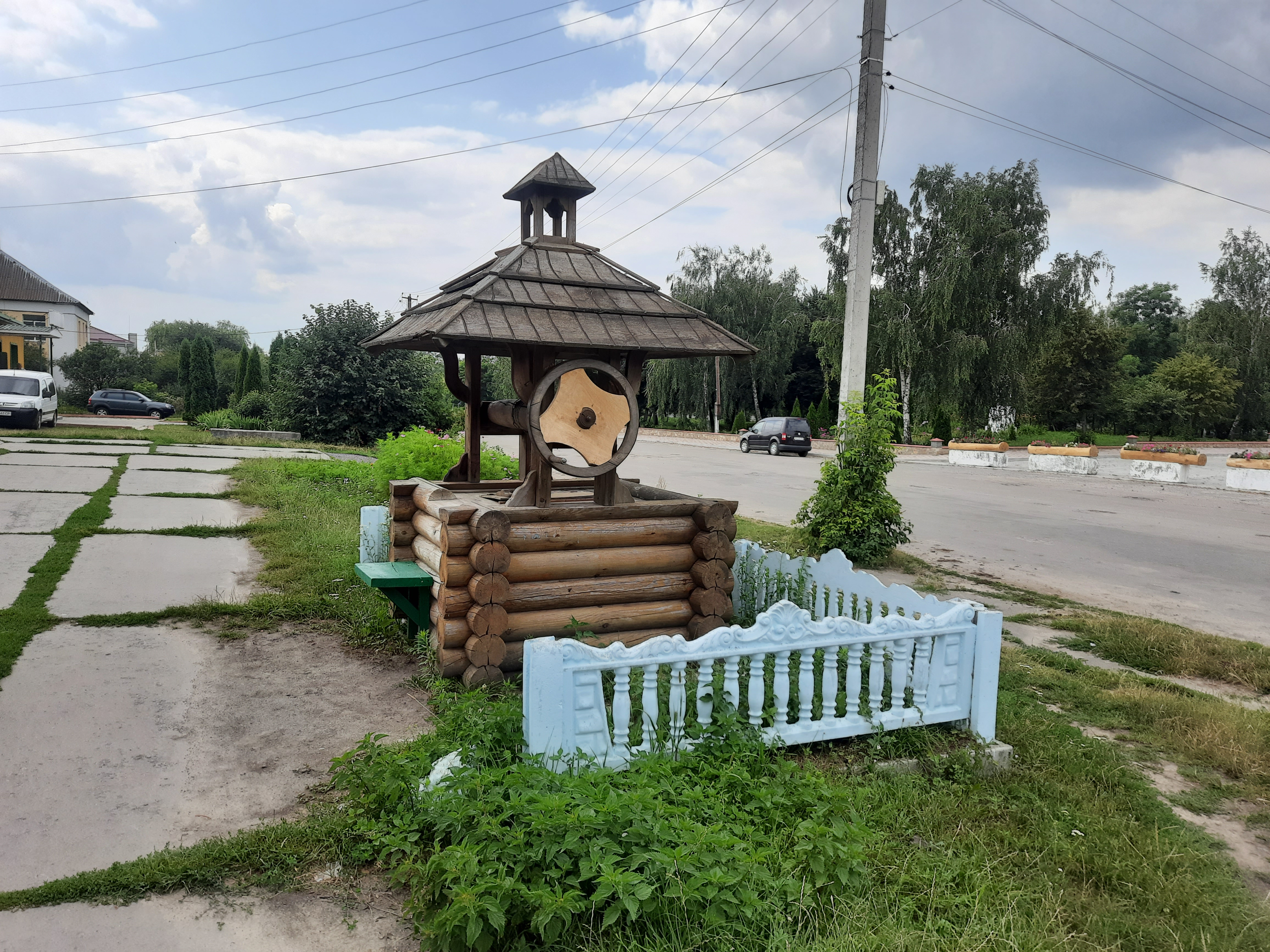
В центрі села

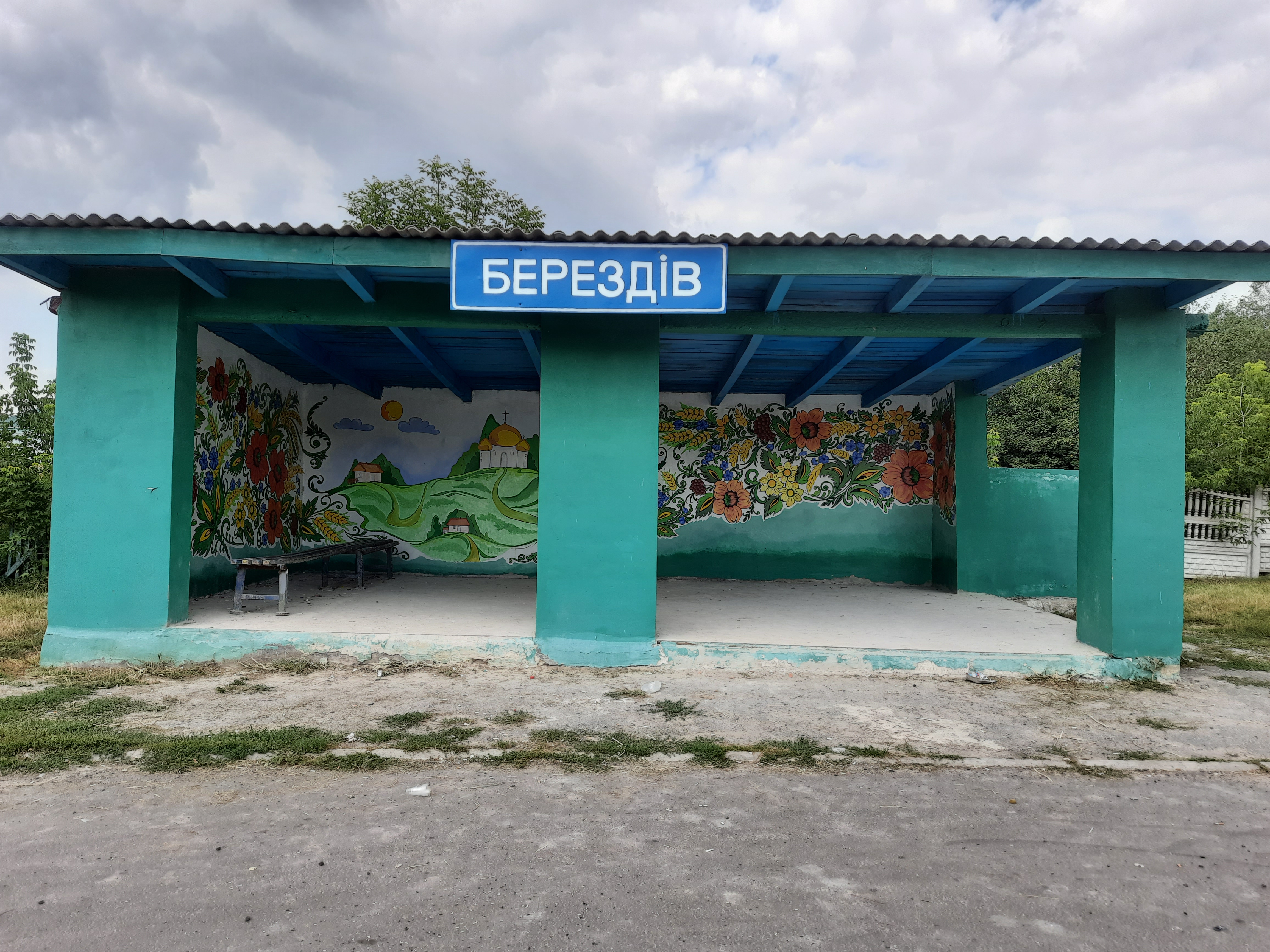
Автобусна зупинка

Березді́в — село в Україні, центр Берездівської сільської територіальної громади Шепетівського району Хмельницької області. Розташоване на річці Корчику (басейн Дніпра), за 32 км на північний схід від залізничної станції міста Славута I, за 33 км від автошляху Н25 і за 19 км на південь від автошляху М06.
|  | (Берестов) — мст. Волынской губ., Новоградволынского у., при р. Курчике. Жит. свыше 1000. Црк. правосл. и рим.-католич.; синагога; ярмарки, кожевенный завод (1891). |

## Історія

### 16— початок 20 століття
У 16 столітті Берездів у складі волинських земель належав Литві. За Люблінською унією 1569 року село відійшло до Польщі. Перебувало воно у складі Луцького повіту Волинського воєводства. 1570 року в документі про стягнення податків з жителів, Берездів уже згадується як містечко, яке належало князям Острозьким. Основна маса населення містечка займалася сільським господарством. З тих, хто платив податки, наприкінці 16 століття у Берездові було 2 ремісники і 2 перекупники; «димів» налічувалося 36. Жодне з цих господарств не мало повного наділу, 6 користувалися половинним, 13 — чвертю наділу. 17 господарств належали до категорії городників, тобто, зовсім не мали польової землі.
Містечко часто зазнавало нападу татар. Особливо великі руйнування вони вчинили у 1618 році. Значних збитків знавав Берездів і від нападів окремих польських шляхтичів. Так, 1623 року сюди увірвався загін шляхтича Мочульського, який пограбував маєток, замок, захопив землі, а, щоб налякати населення, поставив при дорозі шибеницю. У 1629 році в Берездові налічувалося 289 «димів», 7 ринкових та дві шинкові хати. Згідно з податковими відомостями 1635 року працювало 76 ремісників, у тому числі З ковалі, 11 шевців, 18 теслярів, 16 шорників і кравців, 19 гончарів та ін. їх продукція знаходила місце збуту не тільки в Берездові, а й у навколишніх селах та віддалених містечках.
У період визвольної війни 1648—1654 рр. південна частина Волині стала ареною запеклих битв проти польських військ. Участь у визвольній війні брали й селяни Берездова.
Шляхетські війська, напади татар дуже зруйнували Берездів. 1651 року тут налічувалося 23 «дими». Відродження життя в містечку розпочалося лише з кінця 17 століття. У 17 —18 столітті Берездів належав князям Ходкевичам, пізніше — Любомирським, Яблоновським. 1775 року за сприяння фундатора — брацлавського воєводи Яблоновського Яна Каєтана — було збудовано парафіяльний костел Непорочного зачаття Пречистої Діви Марії.
Коли 1793 року Правобережна Україна була приєднана до Росії, Берездів увійшов до Новоград-Волинського повіту Волинської губернії. Берездівський маєток залишився власністю Яблоновських. До 1832 року тут існував римо-католицький монастир, можливо, францісканців. За участь у польському повстанні 1830—1831 років царський уряд у 1833 році позбавив дідича — князя Станіслава Яблоновського — Берездівського маєтку. 3434 десятини землі і 1987 десятини лісу перейшли до казни. Селян Берездова зарахували до розряду державних.
З 1845 року маєток перевели на оброчну систему. Становище селян не поліпшилося. Вони й надалі виконували численні повинності. Так, протягом трьох років (1856–1858) селяни сплатили різних грошових зборів 6 468 крб., надали 159 возів для роз'їздів поліції, відпрацювали 815 днів та інше. Реформи 60—70-х років не дали бажаного результату. Берездівських селян переведено в розряд власників лише 1874 року. Згідно з викупним актом 140 господарств (297 чоловічих душ) за 1090 десятин польової, присадибної землі, 281 десятину сінокосів і випасів мали щорічно сплачувати казні по 1716 крб. 27 коп. Понад 500 десятин найкращих земель колишнього Берездівського маєтку придбав статський радник Поляков.
З роками відбувалося подрібнення господарств і, відповідно, зменшення польових ділянок. Так, 1905 року більшість з 357 селянських дворів мала мізерні земельні наділи. Берездівці неодноразово зверталися зі скаргами, вимагаючи повернути землі, якими вони користувалися до реформи, а також збільшити розміри наділів. Але всі ці скарги залишалися на папері.
Під час революції 1905—1907 років у містечку відбувалися таємні сходки, на яких читали заборонену літературу. Наприкінці 1906 року поліція заарештувала одного з жителів Берездова, якого притягли до відповідальності за агітацію серед селян проти російського уряду. 1910 року 40 родин виїхало до Америки, окремі родини через деякий час повернулися на батьківщину.
Значна частина населення займалася промислами. В 1910 році таких селянських дворів у Берездівській волості було 418, що становило 16 % від їх загальної кількості. Найбільшого поширення набуло ткацтво. Багаті міщани тримали приватні, напівкустарного типу, підприємства з найманою працею робітників. На шкіряному заводі наприкінці 19 століття працювало 20 робітників.
Діяли також невелике медоварне підприємство, млин. Більшість медичних, освітніх та інших закладів почали працювати з кінця 19, або й з початку 20 століття. Пошту відкрито лише 1911 року з умовою, що берездівці утримуватимуть її протягом перших 3-х років. Лікував населення фельдшер, який обслуговував ще 17 сіл. У 20 столітті земський лікар лікував населення двох волостей — Берездівської та Жолобненської. Хворих, які потребували лікарняної допомоги, відправляли за 40 км до Новограда-Волинського. 1911 року в Берездові вже існувала лікарняна дільниця на 2 ліжка. Працювала приватна аптека.
Перший навчальний заклад — однокласне початкове училище відкрито 1881 року. Через 15 років його перетворили на сільське двокласне початкове. Переважна більшість населення залишалася неграмотною. Навіть сільський та волосний старости не вміли читати й писати.
Після Лютневої революції селяни Берездова у липні 1917 року забрала худобу місцевих заможних селян. Це викликало паніку в повіті.
7 (20) листопада 1917 року, відповідно до Третього Універсалу Української Центральної Ради, увійшло до складу Української Народної Республіки.
Більшовики захоплюють село у січні 1918 року. В лютому 1918 року Берездів зайняли австро-німецькі війська, а наприкінці року — армія УНР. У квітні 1919 року село ненадовго займають більшовики, у серпні Берездів знову переходить УНР. У 1919—1920 років Берездів переходив то до рук поляків, то до УНР. Влітку 1920 року околиці його стали ареною боїв більшовиків з поляками. У липні тут перебував штаб 11-ї дивізії Першої Кінної армії. Та восени Берездів на деякий час знову зайняли війська УНР, у листопаді — більшовики. На території волості в січні—лютому 1921 року розташовувалися частини, які несли прикордонну службу.

### Радянська окупація
На початку 1921 року в окрузі ще існував налагоджений повстанський рух.
Навесні 1921 року відбулися вибори до рад, почали діяти волосний і сільський виконкоми. У червні проведено перший волосний з'їзд рад, у роботі якого взяли участь 70 делегатів — представників від сільських рад і 40 від комнезамів.
З 6-ти сіл волості було зібрано і відправлено у вересні 1921 року до Поволжя 120 пудів хліба. Зрівняльному розподілу підлягали 148 десятин колишніх церковних земель, які були передані селянам у користування. 1921 року 290 дворів Берездова користувалися 1686 десятинами землі. Ще наприкінці 1920 року відкрито хату-читальню. Систематично організовувалися вистави.
21 липня 1924 року при реорганізації адміністративно-територіального поділу Берездів втратив статус районного центру. У лютому 1935 року було відновлено Берездівський район, який існував до 1959 року. Після адміністративної реформи 1959 року Берездівський район було поділено між Славутським та Шепетівськими районами.
У 1959 році тут мешкало 2 100 жителів, працювали цикоросушильний (цикорій), цегельний заводи, птахо-інкубаторна станція. Станом на 01.02.2007 кількість жителів становила 1 250.

Див. також: Історія Хмельницької області
Більшовицький осередок на 1 лютого 1923 року налічував 5 членів партії та 1 кандидата, ним керував Трофімов — посланець ВКП(б) з міста Пугачова. Пізніше він очолив районний комітет партії. Головою райвиконкому став колишній робітник з Тули Лісіцин. Першим його секретарем райкому комсомолу обрано Миколу Островського — майбутнього письменника.
Переходу селян на шлях колективного господарювання частково сприяла діяльність ТСОЗу, створеного у селі навесні 1928 року. Колективізація проходила в упертій боротьбі з селянами. 1929 року в Берездові організувалися колгоспи «Новий шлях» і «Більшовик».
Поява на селі 1929 року першого трактора перетворилася на значну подію — майже всі жителі вийшли дивитися на перші борозни, залишені ним. Під час Голодомору в селі померло 10 осіб. У 1934 році в Берездові засновано МТС. 1941 року МТС мала 42 трактори та 19 комбайнів. На початок 1941 року артіль «Більшовик» мала 1,5 тис. га земельної площі, «Новий шлях» — 423 га. У кожному колгоспі діяли по 4 тваринницькі ферми.
У селі працювали цегельний завод, пекарня, електростанція. Замість дрібних ремісничих майстерень періоду НЕПуу створено багатофахову артіль кустарів. Напередодні Другої світової війни в Берездові проживало 3087 чоловік. Медичне обслуговування здійснювали лікарня на 40 ліжок, пологовий будинок, амбулаторія, санітарна станція, дві аптеки. Працювали сезонні дитячі ясла. До 1940 року в селі здійснено загальне початкове навчання, діяли середня, неповна середня та вечірня школи, у яких навчалося 760 учнів, працював 21 учитель. З 1935 року почала виходити газета «Прикордонний комуніст».

#### Друга Світова війна
З липня 1941 року німецькі війська зайняли Берездів. В перші дні розстріляна голова артілі «Більшовик» М.Матвійчук. За час окупації знищили майже все єврейське населення Берездова. Вивезено на роботи до Німеччини 160 жителів села.
Взимку 1943 року радянські партизани заморозили картоплю в кагатах, яку німці збиралися вивезти з села. В ніч з 7 на 8 жовтня 1943 року партизани, що діяли в районі Берездова, спалили нафтосклад і продовольчу базу німців.
13 січня 1944 (четвер) війська 1-го Українського фронту зайняли місто Корець та райцентр Берездів (Кам'янець-Подільська область)
94 людини загинули в боях за село у липні 1941 року і в січні 1944 року.

#### Післявоєнний період
Наступного після зайняття Червоною армією дня приступив до роботи виконком сільської Ради. Відновили діяльність райком партії та райвиконком. Відновили роботу лікарня, школа, радіовузол, клуб. До 27-ї річниці Жовтня в Берездові відкрито пам'ятник Леніну.
1950 року берездівські колгоспи «Більшовик» і «Новий шлях» та артіль села Модестівки об'єдналися в одне господарство «Більшовик». В березні 1951 року в артілі створено первинну партійну організацію. У 1964 році, до колгоспу «Більшовик» приєдналася артіль села Селичева, за об'єднаним господарством—колгоспом «Авангард» закріплено понад 4 тис. га землі.
13 березня 1971 року «Авангард» перейменовано «Авангард» на колгосп ім. сількора Ф. І. Савчука, вбитого невідомими в 20-х роках.
У 1969 році в селі працював хлібозавод, відділення районного комбінату побутового обслуговування, комбінат комунальних підприємств.
Сільському споживчому товариству були підпорядковані 6 продовольчих та промтоварних магазинів, підприємства громадського харчування.
Лікарня у якій працювало 13 лікарів і 55 чоловік з середньою медичною освітою.
Після ліквідації у вересні 1959 року Берездівського району найкращі приміщення районних організацій передали організованому тоді дитячому будинку. Через рік його перетворено на школу-інтернат.
1958 року на громадських засадах відкрито музей Миколи Островського. До 40-річчя комсомолу, у жовтні 1958 року в Берездові йому було споруджено пам'ятник.

### Незалежна Україна
12 червня 2020 року, відповідно до розпорядження Кабінету Міністрів України № 727-р «Про визначення адміністративних центрів та затвердження територій територіальних громад Хмельницької області», увійшло до складу Берездівської сільської громади.
19 липня 2020 року, в результаті адміністративно-територіальної реформи та ліквідації Славутського району, село увійшло до складу Щепетівського району.

## Населення
Розподіл населення за рідною мовою
Згідно з переписом УРСР 1989 року чисельність наявного населення села становила 1567 осіб, з яких 723 чоловіки та 844 жінки.
За переписом населення України 2001 року в селі мешкало 1412 осіб.

### Мова
Розподіл населення за рідною мовою за даними перепису 2001 року:
| Мова       | Відсоток |
| ---------- | -------- |
| українська | 99,15 %  |
| російська  | 0,64 %   |
| білоруська | 0,21 %   |

## Інфраструктура
Школа-ліцей (Берездівський навчально-виховний комплекс (НВК) «дошкільний навчальний заклад, середня загальноосвітня школа I—II ступенів, агротехнічний ліцей»), школа-інтернат, дільнична лікарня, аптека, будинок культури, бібліотека, автоматична телефонна станція, відділення зв'язку, поштове відділення, відділення банків, підприємства торговельно-сервісної мережі, колишній філіал Шепетівського музею М. Островського. Кам'яну церкву збудовано на кошти територіальної громади в 90-ті роки XX століття.

## Символіка
Затверджена 27 червня 2017 р. рішенням № 3 XXI сесії сільської ради VII скликання. Автори — К. М. Богатов, В. М. Напиткін. Герб є промовистим.

### Герб
У срібному щиті з хвилястої бази виходить зелений острів, на якому стоїть червона дерев'яна фортеця. Поле щита всипане зеленими березовими листочками. Щит вписаний в золотий декоративний картуш і увінчаний червоною міською короною. Внизу картуша напис «БЕРЕЗДІВ». Фортеця — символ стародавньої оборонної споруди, що існувала на острові серед ріки Корчик; березові листочки — натяк на назву Берездів.

### Прапор
Квадратне полотнище поділене на три рівновеликі горизонтальні смуги — білу, зелену, синю. У верхній смузі три зелених березових листки в ряд.

## Відомі люди
- Островський Микола Олексійович — радянський письменник. Проживав у Берездові, де працював секретарем райкому комсомолу.[16]